# Torneo Preolímpico Asiático Masculino de Rugby 7 2023
El Torneo Preolímpico Asiático Masculino de Rugby 7 2023 fue la tercera edición del torneo de selecciones nacionales masculinas de Asia de rugby 7.
El torneo se disputó en la ciudad de Osaka, Japón.
El torneo otorgó una plaza para los Juegos Olímpicos de París 2024 y dos para el Torneo Preolímpico.

## Fase de grupos
|  | Avanzan a los playoff por el título. |

### Grupo A
| Pos | Países        | Partidos | Partidos | Partidos | Tantos | Tantos | Tantos | Pts |
| Pos | Países        | G        | E        | P        | PF     | PC     | DP     | Pts |
| --- | ------------- | -------- | -------- | -------- | ------ | ------ | ------ | --- |
| 1   | Japón         | 2        | 0        | 1        | 98     | 22     | 77     | 7   |
| 2   | China         | 2        | 0        | 1        | 81     | 50     | 31     | 7   |
| 3   | Corea del Sur | 2        | 0        | 1        | 72     | 53     | 19     | 7   |
| 4   | India         | 0        | 0        | 3        | 7      | 134    | -127   | 3   |

### Grupo B
| Pos | Países                 | Partidos | Partidos | Partidos | Tantos | Tantos | Tantos | Pts |
| Pos | Países                 | G        | E        | P        | PF     | PC     | DP     | Pts |
| --- | ---------------------- | -------- | -------- | -------- | ------ | ------ | ------ | --- |
| 1   | Hong Kong              | 3        | 0        | 0        | 129    | 0      | 129    | 9   |
| 2   | Emiratos Árabes Unidos | 2        | 0        | 1        | 90     | 31     | 59     | 7   |
| 3   | Tailandia              | 1        | 0        | 2        | 17     | 107    | -90    | 5   |
| 4   | Singapur               | 0        | 0        | 3        | 14     | -114   | -100   | 3   |

## Fase final

### Quinto puesto
|  | Semifinal     | Semifinal     | Semifinal |           |               | 5° puesto     | 5° puesto | 5° puesto |  |
|  |               |               |           |           |               |               |           |           |  |
|  |               |               |           |           |               |               |           |           |  |
|  | Corea del Sur | Corea del Sur | 33        |           |               |               |           |           |  |
|  | Corea del Sur | Corea del Sur | 33        |           |               |               |           |           |  |
|  | Singapur      | Singapur      | 0         |           |               |               |           |           |  |
|  | Singapur      | Singapur      | 0         |           | Corea del Sur | Corea del Sur | 38        |           |  |
|  |               |               |           |           | Corea del Sur | Corea del Sur | 38        |           |  |
|  |               |               | Tailandia | Tailandia | 0             |               |           |           |  |
|  | Tailandia     | Tailandia     | Tailandia | Tailandia | 0             | 15            |           |           |  |
|  | Tailandia     | Tailandia     |           |           |               | 15            |           |           |  |
|  | India         | India         | 12        |           |               | 7° puesto     | 7° puesto | 7° puesto |  |
|  | India         | India         | 12        |           |               | 7° puesto     | 7° puesto | 7° puesto |  |
|  |               |               |           |           |               |               |           |           |  |
|  |               |               |           |           |               | Singapur      | Singapur  | 7         |  |
|  |               |               |           |           |               | Singapur      | Singapur  | 7         |  |
|  |               |               |           |           |               | India         | India     | 12        |  |
|  |               |               |           |           |               | India         | India     | 12        |  |
|  |               |               |           |           |               |               |           |           |  |

### Copa de oro
|  | Semifinal              | Semifinal              | Semifinal |           |       | Final                  | Final                  | Final     |  |
|  |                        |                        |           |           |       |                        |                        |           |  |
|  |                        |                        |           |           |       |                        |                        |           |  |
|  | Japón                  | Japón                  | 21        |           |       |                        |                        |           |  |
|  | Japón                  | Japón                  | 21        |           |       |                        |                        |           |  |
|  | Emiratos Árabes Unidos | Emiratos Árabes Unidos | 5         |           |       |                        |                        |           |  |
|  | Emiratos Árabes Unidos | Emiratos Árabes Unidos | 5         |           | Japón | Japón                  | 21                     |           |  |
|  |                        |                        |           |           | Japón | Japón                  | 21                     |           |  |
|  |                        |                        | Hong Kong | Hong Kong | 14    |                        |                        |           |  |
|  | Hong Kong              | Hong Kong              | Hong Kong | Hong Kong | 14    | 19                     |                        |           |  |
|  | Hong Kong              | Hong Kong              |           |           |       | 19                     |                        |           |  |
|  | China                  | China                  | 12        |           |       | 3° puesto              | 3° puesto              | 3° puesto |  |
|  | China                  | China                  | 12        |           |       | 3° puesto              | 3° puesto              | 3° puesto |  |
|  |                        |                        |           |           |       |                        |                        |           |  |
|  |                        |                        |           |           |       | Emiratos Árabes Unidos | Emiratos Árabes Unidos | 0         |  |
|  |                        |                        |           |           |       | Emiratos Árabes Unidos | Emiratos Árabes Unidos | 0         |  |
|  |                        |                        |           |           |       | China                  | China                  | 36        |  |
|  |                        |                        |           |           |       | China                  | China                  | 36        |  |
|  |                        |                        |           |           |       |                        |                        |           |  |

| Bandera de Japón |
| Campeón Japón    |